# 버나드 루이스

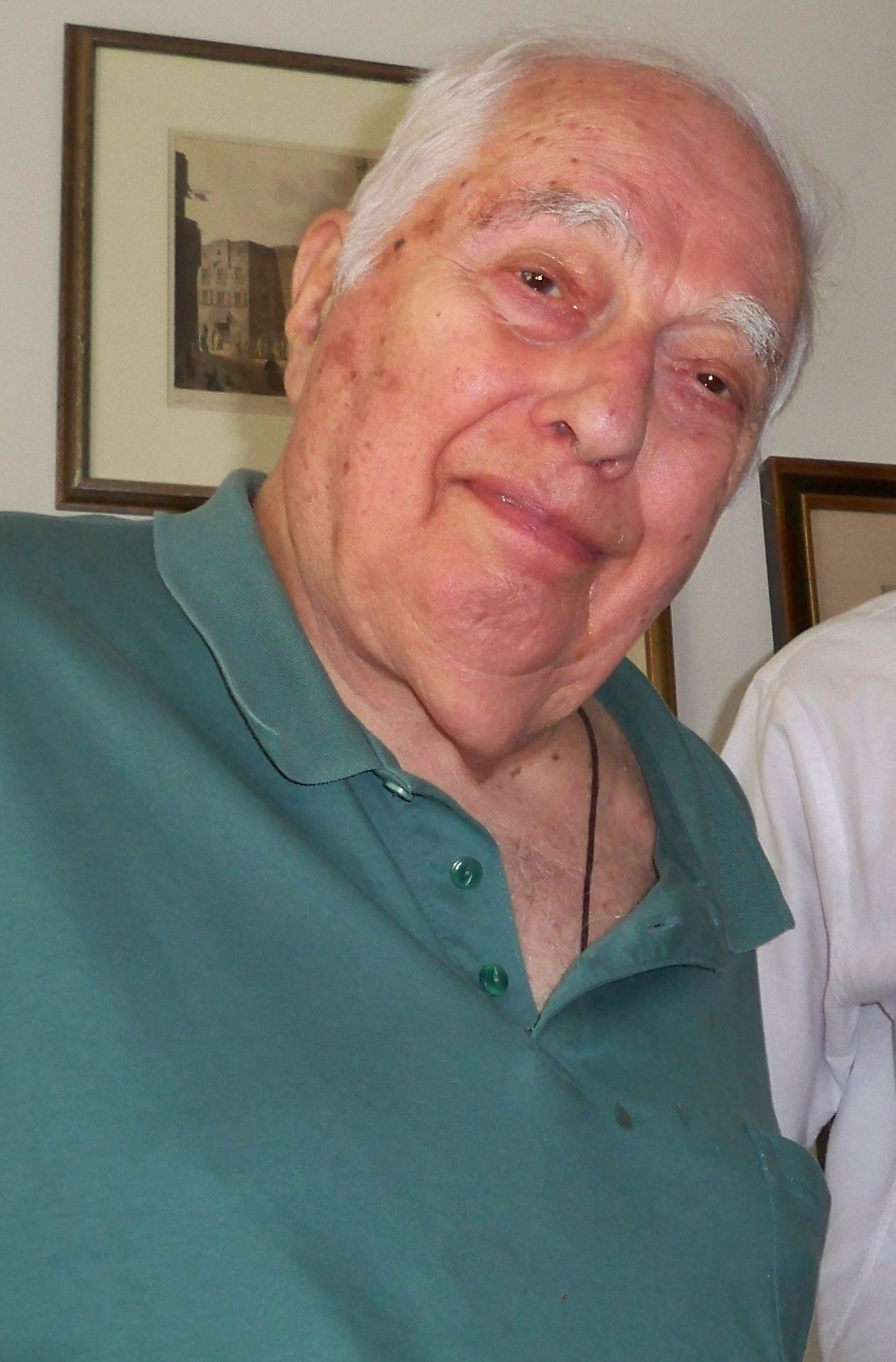

버나드 루이스(영어: Bernard Lewis, 1916년 5월 31일 ~ 2018년 5월 19일)는 영국 태생의 미국의 역사학자이며 중동 정치에 정통한 연구자이다. 그는 프린스턴 대학교에서 신동양학을 가르친 교수이며 이슬람교와 중동에 관해 정통한 것으로 유명하다. 특히 이슬람 사회와 서양 사회에 대해 연구하며 오스만 제국에 대한 역사서 저술로 널리 알려져 있다.
그는 중동 전문가로서 서방에서 이름을 떨쳤으며 많지 않은 전문가로 통한다. 조지 부시 대통령 등 여러 미 정치가들이 중동 정책에 대해 그의 자문을 얻곤 한다.
런던 인근의 교외에서 유대인 부모 슬하에 태어났으며 어렸을 때부터 많은 언어와 문화에 익숙했다. 그는 어렸을 때부터 히브리어에 관심이 많았다고 하는데 후에 아르메니아어, 아랍어, 라틴어, 그리스어, 페르시아어, 튀르키예어 등을 공부하게 됐다고 한다. 그는 역사에 대해 흥미가 많아서 유대인 역사서를 선물로 받는 것을 좋아했다고도 한다.
1936년 런던 대학교에서 근동 역사학에 대해 공부하고 학사 학위를 땄다. 그는 법학도 공부했으며 파리대학교에서 동양학을 공부하기도 했다.
2차 세계 대전 동안 그는 영국군에서 복무했으며 전쟁 후 돌아가 매우 귀한 특수 전문가로서 지명돼 33세에 근동 지역 관련 정책 소장으로 임명됐다.
1974년 그는 프린스턴 대학교에서 겸임교수직을 수락해 활동하게 됐으며 연구에 몰입했다. 그는 이 때부터 이력상 눈부시는 업적을 남겼으며 여러 저서를 펴내 주목받게 됐다.
1982년에 미국 시민권을 취득했으며, 1947년 덴마크 출신인 루트 헬레네 오펜하임(1920~2009)과 결혼해 1남 1녀를 두었으나 1974년 이혼했다.

## 저서
- The Origins of Ismailism (1940)
- A Handbook of Diplomatic and Political Arabic (1947)
- The Arabs in History (1950)
- The Emergence of Modern Turkey (1961)
  - 김대성 옮김, 《오스만제국 근대사》(펴내기, 1994):The Emergence of Modern Turkey의 1부에서 “케말 이후의 터키 공화국”을 제외한 나머지 부분의 한국어 번역본.[4]
- Istanbul and the Civilizations of the Ottoman Empire (1963)
- The Assassins: A Radical Sect in Islam (1967)
  - 주민아 옮김, 《암살단: 이슬람의 암살 전통》(살림출판사, 2007)
- The Cambridge History of Islam (2 vols. 1970,(공저: Peter Malcolm Holt, Ann K.S. Lambton)
- Islam: From the Prophet Muhammad to the capture of Constantinople (1974, editor)
- History — Remembered, Recovered, Invented (1975)
- Race and Color in Islam (1979)
- Christians and Jews in the Ottoman Empire: The Functioning of a Plural Society (1982, 공저: Benjamin Braude)
- The Muslim Discovery of Europe (1982)
- The Jews of Islam (1984)
- Semites and Anti-Semites (1986)
- Islam from the Prophet Muhammad to the Capture of Constantinople (1987)
- The Political Language of Islam (1988)
- Race and Slavery in the Middle East|Race and Slavery in the Middle East: an Historical Enquiry (1990)
- The World of Islam: Faith, People, Culture (1992, 편저자)
  - 김호동 옮김, 《이슬람 문명사》(이론과실천, 1994)
  - 김호동 옮김, 《이슬람 1400년》(까치, 2001): 1994년 번역본의 개역판
- Islam and the West (1993)
- Islam in History (1993)
- The Shaping of the Modern Middle East (1994)
- Cultures in Conflict (1994)
- The Middle East: A Brief History of the Last 2,000 Years(1995)
  - 이희수 옮김, 《중동의 역사》(까치, 1998)
- The Future of the Middle East (1997)
- The Multiple Identities of the Middle East (1998)
- A Middle East Mosaic: Fragments of Life, Letters and History (2000)
- Music of a Distant Drum: Classical Arabic, Persian, Turkish, and Hebrew Poems (2001)
- The Muslim Discovery of Europe (2001)
- What Went Wrong|What Went Wrong?: The Clash Between Islam and Modernity in the Middle East (2002)
  - 서정민 옮김, 《무엇이 잘못되었나: 서구와 중동, 그 화합과 충돌의 역사》(나무와숲, 2002)
- The Crisis of Islam|The Crisis of Islam: Holy War and Unholy Terror (2003)
- From Babel to Dragomans|From Babel to Dragomans: Interpreting the Middle East (2004)
- Islam: The Religion and the People (2008, 공저:Buntzie Ellis Churchill)
- Faith and Power: Religion and Politics in the Middle East (2010) 옥스퍼드대 출판부 ISBN 978-0-19-514421-5
- Notes on a Century: Reflections of a Middle East Historian (분치 엘리스 처칠과 공저. 2012)
  - 서정민 옮김, 《100년의 기록: 버나드 루이스의 생과 중동의 역사》(시공사, 2015)